# San Roberto Bellarmino (titre cardinalice)
Le titre cardinalice de San Roberto Bellarmino est érigé par le pape Paul VI le 29 avril 1969 en mémoire du Jésuite et théologien Robert Bellarmin. Il est rattaché à l'église San Roberto Bellarmino qui se trouve dans le rione de Parioli à Rome.
Le titre était celui porté par Jorge Mario Bergoglio avant son élection au souverain pontificat sous le nom de François.

## Liste de titulaires
| - Pablo Muñoz Vega (1969-1994) - Augusto Vargas Alzamora (1994-2000) - Jorge Mario Bergoglio (2001-2013) (élu pape sous le nom de François) - Mario Aurelio Poli (2014-) |